# Adesmia schickendanzii
Adesmia schickendanzii es una especie de planta floral del género Adesmia, categorizada en la tribu Dalbergieae, de la familia Fabaceae.

## Distribución
Especie nativa de América del Sur: Argentina y Bolivia. Crece en el bioma subártico.

## Taxonomía
Fue descrita por Griseb.
Tratamiento taxonómico
La especie aparece registrada y publicada en Abh. Königl. Ges. Wiss. Göttingen 24: 104 (1879).